# DFB-Futsal-Cup 2010
Der DFB-Futsal-Cup 2010 war die fünfte Auflage des DFB-Futsal-Cups, der deutschen Meisterschaft im Futsal. Die Endrunde begann am 6. März und endete mit dem Final Four in der Lausitz-Arena in Cottbus am 26. und 27. März 2010. Sieger wurde der SD Croatia Berlin.

## Teilnehmer
Für den DFB-Futsal-Cup qualifizierten sich die Meister der fünf Regionalverbände des DFB. Dazu kamen drei Vizemeister.
| Platz | Nord              | West                 | Südwest          | Süd                     | Nordost           |
| 1     | MSV Hamburg       | UFC Münster          | TSV Emmelshausen | FC Portus Pforzheim     | SD Croatia Berlin |
| 2     | VfV 06 Hildesheim | Futsal Panthers Köln |                  | Bayern Kickers Nürnberg |                   |

## Spielplan

### Viertelfinale
Gespielt wurde am 6. und 13. März 2010.
|                     | Ergebnis  |                         |
| ------------------- | --------- | ----------------------- |
| TSV Emmelshausen    | 1:3       | VfV 06 Hildesheim       |
| MSV Hamburg         | 6:4 n. V. | Futsal Panthers Köln    |
| SD Croatia Berlin   | 8:4       | Bayern Kickers Nürnberg |
| FC Portus Pforzheim | 6:3 n. V. | UFC Münster             |

### Halbfinale
Gespielt wurde am 26. März 2010.
|                   | Ergebnis |                     |
| ----------------- | -------- | ------------------- |
| VfV 06 Hildesheim | 3:6      | MSV Hamburg         |
| SD Croatia Berlin | 3:2      | FC Portus Pforzheim |

### Spiel um Platz drei
Gespielt wurde am 27. März 2010.
|                   | Ergebnis |                     |
| ----------------- | -------- | ------------------- |
| VfV 06 Hildesheim | 4:6      | FC Portus Pforzheim |

### Finale
Gespielt wurde am 27. März 2010.
|             | Ergebnis |                   |
| ----------- | -------- | ----------------- |
| MSV Hamburg | 5:9      | SD Croatia Berlin |